# ایل-دو-فرانس
ناحیه ایل-دو-فرانس (به فرانسوی: Île-de-France) در شمال کشور فرانسه واقع است و یکی از هجده ناحیه این کشور است. این ناحیه شامل هشت شهرستان است ولی به دلیل اهمیت پاریس، ایل-دو-فرانس همچنان معنی «پاریس متروپولیتن» را در اذهان تداعی می‌کند. بر مبنای آخرین داده های دقیق جغرافیایی بیشترین درازای استان ایل دو فرانس ۱۶۰ کیلومتر است.

## جغرافیا
مساحت کل این ناحیه ۱۲۰۷۲ km² (کیلومتر مربع) است.
جمعیت کل آن تا سال ۲۰۱۶ میلادی به ۱۲٬۱۱۷٬۱۳۲ نفر می‌رسد که ۱۸٬۸ درصد از جمعیت کل کشور فرانسه را تشکیل می‌دهد.
دارای ۸ شهرستان می‌باشد که عبارت‌اند از:
| - پاریس Paris - اسون Essonne - او-دو-سن Hauts-de-Seine - سن-سن-دونی Seine-Saint-Denis | - سن-ا-مارن Seine-et-Marne - وال-دو-مارن Val-de-Marne - وال دوآز Val-d'Oise - ایولین Yvelines |  |

## تاریخ
این ناحیه در قرن دهم میلادی از مناطق زیر سلطه پادشاهان فرانسه بنام کاپتی‌ها بوده‌است.
در قرن پنجم میلادی ایل-دو-فرانس محل اقامت قوم فرانک  بوده‌است.
فرانک‌ها از نژاد ژرمنیک بوده که به این قسمت از کشور گول کوچ کرده‌بودند.

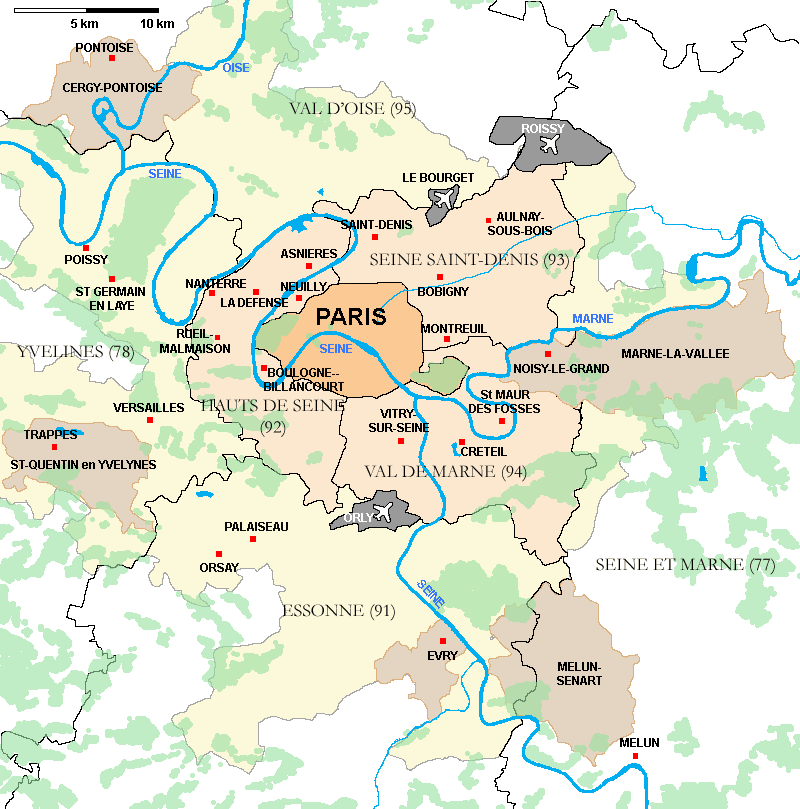
ناحیه ایل-دو-فرانس

## زیرنویس

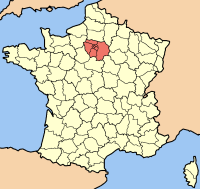

1. ↑  Paris
2. ↑  Essonne
3. ↑  Hauts-de-Seine
4. ↑  Seine-Saint-Denis
5. ↑  Seine-et-Marne
6. ↑  Val-de-Marne
7. ↑   Val-d'Oise
8. ↑  Yvelines
9. ↑  
Geographic Information System
10. ↑  Capétiens
11. ↑  germanique